# فوموبسيس
فُومُوبسيس (الاسم العلمي: Phomopsis)، جنس فطور من الفطريات الزقية وفصيلة الفالسيات.